# Porcellio recurvatus
Porcellio recurvatus là một loài chân đều trong họ Porcellionidae. Loài này được Verhoeff miêu tả khoa học năm 1901.